# Dormitz
Dormitz è un comune nel Forchheim (Alta Franconia) di 1 991 abitanti, ed è la sede della comunità amministrativa di Dormitz, che comprende le comunità Kleinsendelbach e Hetzles.
Dormitz si trova a circa 10 km a est di Erlangen e a 15 chilometri a nord di Norimberga.

## Geografia fisica
Oltre la città principale è annessa anche la frazione Erleinhof. Le comunità limitrofe, a partire da nord in senso orario sono: Neunkirchen am Brand, Kleinsendelbach, Kalchreuth e Uttenreuth.